# قاضي خاني (مقاطعة دلفان)
قاضي خاني (بالفارسية: قاضی خانی) هي قرية تقع في قسم كاكاوند الشرقي الريفي (مقاطعة دلفان) في إيران. يقدر عدد سكانها بـ 302 نسمة بحسب إحصاء 2016.